# Black Shell
Black Shell (aus dem Englischen „schwarze Granate“) wird in der Pyrotechnik ein Feuerwerkskörper genannt, der nach der Zündung aufsteigt, aber nicht explodiert, sondern in einem Stück und weiterhin explosionsfähig wieder zu Boden fällt.
Es ist eine spezielle Art von Versagern.

## Entstehung

### Aufbau von Feuerwerkskörpern
Feuerwerkskörper für Mittel- und Höhenfeuerwerk (Bomben, Bombetten und Raketen) bestehen aus:
- der Treibladung, welche den Effektkörper in die Höhe katapultiert
- dem Verzögerungssatz, der dafür sorgt, dass der Effekt erst in seiner Bestimmungshöhe detoniert
- der Zerlegerladung, die in der Bestimmungshöhe den Effektkörper zerlegt
- dem Effektsatz, der durch die Zerlegerladung gezündet und verteilt wird und die bekannten akustischen und visuellen Effekte von Feuerwerkskörpern erzeugt.

### Versagen der Ladungen
Nach dem Zünden der Treibladung wird der Effektkörper in die Höhe geschossen. Die Treibladung hat die Aufgabe, den im Effektkörper enthaltenen Verzögerungssatz zu zünden, welcher nach Ablauf seiner Verzögerungszeit durchzündet und seinerseits die Zerlegerladung zündet.
Wird diese Kette unterbrochen (durch Produktionsfehler, eingedrungene Feuchtigkeit) kommt es zu keiner Zerlegung in der Luft und auch keiner Zündung des Effektsatzes. Der Effektkörper fällt in diesem Fall wieder zu Boden und bleibt explosionsfähig liegen.
Der durchführende Pyrotechniker ist dafür verantwortlich, dass Black Shells nach einem Feuerwerk gesucht, eingesammelt und fachgerecht entsorgt werden.

## Namensgebung
- Black steht in diesem Zusammenhang für „schmutzig“, „böse“, „gefährlich“. Auch wird der Effektkörper durch die deflagrierte Treibladung schwarz gefärbt.
- Shell ist der englische Ausdruck für „Hülle“, „Hülse“ bzw. „Granate“.